# «Чикаго Уайт Сокс» в сезоне 2018

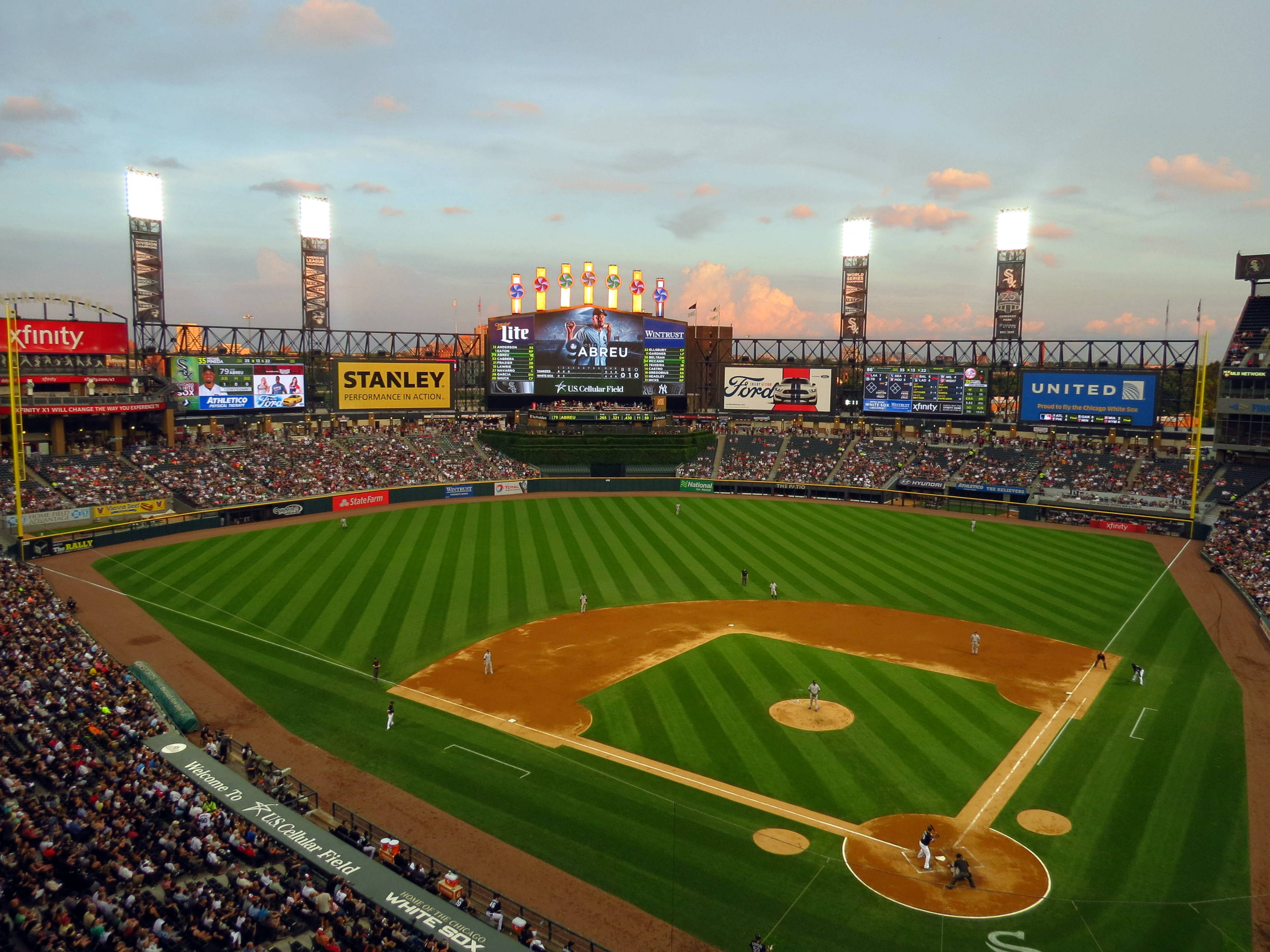
Домашний стадион команды — «Гарантид-Рейт-Филд».

Сезон 2018 года станет для «Чикаго Уайт Сокс» сто восемнадцатым в Главной лиге бейсбола. Сто девятнадцатый сезон команда проведёт в Чикаго. «Уайт Сокс» выступают в Центральном дивизионе Американской лиги.
Главным тренером команды является Рик Рентерия, генеральным менеджером — Рик Хэн.
Первую игру в регулярном чемпионате команда проведёт 29 марта на выезде против «Канзас-Сити Роялс», завершит 30 сентября игрой в гостях с «Миннесотой».

## Регулярный чемпионат

### Положение команд
В = Побед; П = Поражения; П% = Процент выигранных матчей; GB = Отставание от лидера; Дома = Победы/поражения дома; Выезд = Победы/поражения на выезде
| Центральный дивизион | В | П | П% | GB | Дома | Выезд |
| -------------------- | - | - | -- | -- | ---- | ----- |
| Кливленд Индианс     | — | — | —  | —  | —    | —     |
| Канзас-Сити Роялс    | — | — | —  | —  | —    | —     |
| Детройт Тайгерс      | — | — | —  | —  | —    | —     |
| Миннесота Твинс      | — | — | —  | —  | —    | —     |
| Чикаго Уайт Сокс     | — | — | —  | —  | —    | —     |

## Фарм-клубы
| Уровень | Команда                  | Город                             | Лига                    |
| ------- | ------------------------ | --------------------------------- | ----------------------- |
| AAA     | Шарлотт Найтс            | Шарлотт, Северная Каролина        | Международная лига      |
| AA      | Бирмингем Бэронс         | Бирмингем, Алабама                | Южная лига              |
| A+      | Уинстон-Сейлем Даш       | Уинстон-Сейлем, Северная Каролина | Лига Каролины           |
| A       | Каннаполис Интимидейторс | Каннаполис, Северная Каролина     | Южно-Атлантическая лига |